# Campo tensorial
En matemáticas y física, un campo tensorial asigna un tensor a cada punto de un espacio matemático (normalmente un espacio euclídeo o una variedad). Los campos tensoriales se utilizan en geometría diferencial, geometría algebraica, relatividad general, en el análisis de tensiones y deformaciones en materiales y en numerosas aplicaciones en ciencias físicas e ingeniería. Como un tensor es una generalización de un escalar (un número puro que representa un valor, por ejemplo la celeridad) y un vector (un número puro más una dirección, como la velocidad), un campo tensorial es una generalización de un campo escalar o campo vectorial que asigna, respectivamente, un escalar o un vector para cada punto del espacio. Si un tensor A se define en un conjunto de campos vectoriales X(M) sobre un módulo M, se denomina campo tensorial A definido en M.
Muchas estructuras matemáticas llamadas tensores también son campos tensoriales. Por ejemplo, el tensor de curvatura es un campo tensorial, ya que asocia un tensor a cada punto de una variedad de Riemann, que es un espacio topológico.

## Definición
Sea M una variedad, como por ejemplo un plano Rn.
| Definición: Un campo tensorial de tipo (p, q) es una sección {\displaystyle T\ \in \ \Gamma (M,V^{\otimes p}\otimes (V^{*})^{\otimes q})} donde V es un fibrado vectorial en M, V* es su dual y ⊗ es la operación producto tensorial de haces de vectores. |

De manera equivalente, es una colección de elementos Tx ∈ Vx⊗p ⊗ (Vx*)⊗q para todos los puntos x ∈ M, organizándolos mediante una aplicación suave T : M → V⊗p ⊗ (V*)⊗q. Los elementos Tx se denominan tensores.
A menudo se toma V = TM como el fibrado tangente de M.

## Introducción
Un campo tensorial es aquel en que cada punto del espacio lleva asociado un tensor. Es una asignación de una aplicación multilineal a cada punto de un dominio del espacio. En física, también se llama campo tensorial a cualquier magnitud física que puede ser representada por una asignación del tipo anterior definida sobre una región del espacio físico.

### Campos tensoriales en matemática
Dado una región abierta y  conexa Ω en {\displaystyle \mathbb {R} ^{n}} se define formalmente un campo tensorial a una aplicación (sección) cuyos valores son tensores:

{\displaystyle T:\Omega \rightarrow {\mathcal {T}}_{r}^{s}(\mathbb {R} ^{n})}

Donde Trs es el conjunto de tensores r veces covariantes y s veces contravariantes. Decimos que T es un campo vectorial Ck si T es k veces continuamente diferenciable en Ω. Obsérvese que:
1. Si (r, s) = (0,0) el campo tensorial es un campo escalar convencional.
2. Si (r, s) = (1,0) o (0,1) el campo tensorial es un campo vectorial convencional.
3. Si  r+s = 2 el campo tensorial se puede visualizar como un espacio n-dimensional con una matriz de n×n unida a cada punto de Ω.

### Campos tensoriales en física
Diversas magntiudes físicas vienen representadas por un campo tensorial, algunos ejemplos son:
- Campo electromagnético, en electrodinámica clásica.
- Campo gravitatorio, en teoría de la relatividad general.
- Campo de tensiones de un sólido, en mecánica de sólidos.

### Interpretación geométrica
Intuitivamente, un campo vectorial se visualiza mejor como una flecha adjunta a cada punto de una región, con longitud y dirección variables. Un ejemplo de un campo vectorial en un espacio curvado es un mapa meteorológico que muestra la velocidad horizontal del viento en cada punto de la superficie de la Tierra.
Considérense ahora campos más complicados. Por ejemplo, si la variedad es riemanniana, entonces tiene un campo métrico {\displaystyle g}, de modo que dados dos vectores cualesquiera {\displaystyle v,w} en el punto {\displaystyle x}, su producto interno es {\displaystyle g_{x}(v,w)}. El campo {\displaystyle g} podría darse en forma matricial, pero depende de una elección de coordenadas. En cambio, podría expresarse como un elipsoide de radio 1 en cada punto, que no tiene coordenadas. Aplicado a la superficie de la Tierra, esto es la indicatriz de Tissot.
En general, se desea especificar campos tensoriales de forma independiente de las coordenadas: deben existir independientemente de la latitud y de la longitud, o de cualquier proyección cartográfica particular que se esté usando para introducir coordenadas numéricas.

## A través de transformaciones de coordenadas
Siguiendo a Schouten (1951) y McConnell (1957), la idea de tensor se basa en un concepto de sistema de referencia (o sistema de coordenadas), que puede ser fijo (en relación con algún marco de referencia de fondo), pero en general se le puede permitir variar dentro de alguna clase de transformaciones de estos sistemas de coordenadas.
Por ejemplo, las coordenadas que pertenecen al espacio coordenado real {\displaystyle \mathbb {R} ^{n}} de n dimensiones pueden estar sujetas a transformaciones afines arbitrarias:
{\displaystyle x^{k}\mapsto A_{j}^{k}x^{j}+a^{k}}
(con la suma implícita de índices n-dimensionales). Un vector covariante, o covector, es un sistema de funciones {\displaystyle v_{k}} que se transforma bajo esta transformación afín según la regla
{\displaystyle v_{k}\mapsto v_{i}A_{k}^{i}.}
La lista de vectores de una base de coordenadas cartesianas {\displaystyle \mathbf {e} _{k}} se transforma como un covector, ya que bajo la transformación afín {\displaystyle \mathbf {e} _{k}\mapsto A_{k}^{i}\mathbf {e} _{i}}. Un vector contravariante es un sistema de funciones {\displaystyle v^{k}} de coordenadas que, bajo tal transformación afín, se modifica de la manera siguiente:
{\displaystyle v^{k}\mapsto (A^{-1})_{j}^{k}v^{j}.}
Este es precisamente el requisito necesario para garantizar que la cantidad {\displaystyle v^{k}\mathbf {e} _{k}} sea un objeto invariante que no dependa del sistema de coordenadas elegido. De manera más general, un tensor de valencia (p,q) tiene índices p abajo y q índices arriba, siendo la ley de transformación
{\displaystyle {T_{i_{1}\cdots i_{p}}}^{j_{1}\cdots j_{q}}\mapsto A_{i_{1}}^{i'_{1}}\cdots A_{i_{p}}^{i'_{p}}{T_{i'_{1}\cdots i'_{p}}}^{j'_{1}\cdots j'_{q}}(A^{-1})_{j'_{1}}^{j_{1}}\cdots (A^{-1})_{j'_{q}}^{j_{q}}.}
El concepto de campo tensorial se puede obtener especializando las transformaciones de coordenadas permitidas en suaves (o diferenciables, analíticas o de otros tipos). Un campo covectorial es una función {\displaystyle v_{k}} de las coordenadas que se transforma según el jacobiano de las funciones de transformación (en la clase dada). Asimismo, un campo vectorial contravariante {\displaystyle v^{k}} se transforma mediante el jacobiano inverso.

## Haces tensoriales
Un haz tensorial es un fibrado en el que la fibra es un producto tensorial de cualquier número de copias del espacio tangente y/o del espacio cotangente del espacio base, que es una variedad. Como tal, la fibra es un espacio vectorial y el haz tensorial es un tipo especial de fibrado vectorial.
El haz de vectores es una idea natural de el espacio vectorial que depende continuamente (o suavemente) de los parámetros, siendo los parámetros los puntos de una variedad M. Por ejemplo, un espacio vectorial de una dimensión que depende de un ángulo podría verse como una banda de Möbius o, alternativamente, como un cilindro. Dado un paquete de vectores V sobre M, el concepto de campo correspondiente se llama sección del paquete: para m que varía sobre M, se puede elegir el vector
vm en Vm,
donde Vm es el espacio vectorial "en" m.
Dado que el concepto de producto tensorial es independiente de cualquier elección de base, tomar el producto tensorial de dos haces de vectores en M es algo mecánico. Comenzando con el fibrado tangente (el conjunto del espacio tangente), todo el aparato explicado en tratamiento sin componentes de tensores se traslada de forma rutinaria, nuevamente independientemente de las coordenadas, como se menciona en la introducción.
Por lo tanto, se puede dar una definición de campo tensorial, concretamente como una sección de algún haz de tensores (existen haces de vectores que no son haces tensoriales, como por ejemplo la banda de Möbius). Esto tiene entonces un contenido geométrico garantizado, ya que todo se ha hecho de manera intrínseca. Más precisamente, un campo tensorial asigna a cualquier punto dado de la variedad un tensor en el espacio
{\displaystyle V\otimes \cdots \otimes V\otimes V^{*}\otimes \cdots \otimes V^{*},}
donde V es el espacio tangente en ese punto y V∗ es el espacio cotangente. Véase también fibrado tangente y fibrado cotangente.
Dados dos paquetes tensoriales E → M y F → M, una aplicación lineal A: Γ(E) → Γ( F) desde el espacio de las secciones de E a las secciones de F puede considerarse como una sección tensorial de {\displaystyle \scriptstyle E^{*}\otimes F} si y solo si satisface que A(fs ) = fA(s), para cada sección s en Γ(E) y cada función suave f en M. Por lo tanto, una sección tensorial no es solo una aplicación lineal en el espacio vectorial de secciones, sino una aplicación lineal C∞(M) en el módulo de secciones. Esta propiedad se utiliza para comprobar, por ejemplo, que aunque la derivada de Lie y la derivada covariante no son tensores, el tensor de torsión y el tensor de curvatura construidos a partir de estas operaciones sí que lo son.

## Notación
La notación de campos tensoriales a veces puede resultar confusamente similar a la notación de espacios tensoriales. Por lo tanto, el haz tangente TM = T(M) a veces puede escribirse como
{\displaystyle T_{0}^{1}(M)=T(M)=TM}
para enfatizar que el haz tangente es el espacio de rango de los campos tensoriales (1,0) (es decir, campos vectoriales) en la variedad M. Esto no debe confundirse con la notación de aspecto muy similar.
{\displaystyle T_{0}^{1}(V)};
en el último caso, solo se tiene un espacio tensorial, mientras que en el primero, se está manejando un espacio tensorial definido para cada punto de la variedad M.
A veces se utilizan letras cursivas (como escritas a mano: {\displaystyle \imath ,\jmath ,\ell ,}) para indicar el conjunto de campos tensoriales infinitamente diferenciables en M. De este modo,
{\displaystyle {\mathcal {T}}_{n}^{m}(M)}
son las secciones del haz tensorial (m, n) en M que son infinitamente diferenciables. Un campo tensorial es un elemento de este conjunto.

## Explicación del móduloC∞(M)
Hay otra forma más abstracta (pero a menudo útil) de caracterizar campos tensoriales en una variedad M, que convierte los campos tensoriales en tensores puros (es decir, asignaciones multilineales simples), aunque de un tipo diferente (aunque esto no suele ser la razón por la que a menudo se habla de "tensores" cuando en realidad se está manejando un "campo tensorial"). Primero, se puede considerar el conjunto de todos los campos vectoriales suaves (C∞) en M, {\displaystyle {\mathcal {T}}(M)} (consúltese la sección anterior sobre notación) como un espacio único: un módulo sobre el anillo de funciones suaves, C. ∞(M), mediante multiplicación escalar. Las nociones de multilinealidad y productos tensoriales se extienden fácilmente al caso de módulos sobre cualquier anillo conmutativo.
Como ejemplo de referencia, considérese el espacio {\displaystyle {\mathcal {T}}^{*}(M)} de campos covectoriales suaves (1-formas), y también un módulo sobre las funciones suaves. En combinación, actúan sobre campos vectoriales suaves para producir funciones suaves mediante evaluación puntual, es decir, dado un campo covectorial ω y un campo vectorial X, se define
(ω(X))(p) = ω(p)(X(p)).
Debido a la naturaleza puntual de los elementos involucrados, la acción de ω sobre X es una aplicación lineal C∞(M), es decir,
(ω(fX))(p) = f(p)ω(p)( X(p)) = (fω)(p)(X(p)) = (fω( X))(p)
para cualquier p en M y función suave f. Por lo tanto, se pueden considerar los campos covectoriales no solo como secciones del haz cotangente, sino también como aplicaciones lineales de campos vectoriales en funciones. Mediante la construcción dual-dual, los campos vectoriales pueden expresarse de manera similar a una asignación de campos covectoriales en funciones (es decir, se podría comenzar "de forma nativa" con campos covectoriales y trabajar desde allí).
En paralelo a la construcción de tensores simples ordinarios (¡y no campos tensoriales!) en M como aplicaciones multilineales en vectores y covectores, se pueden considerar campos tensoriales generales (k,l) en M como C∞(M): aplicaciones multilineales definidas en l copias de {\displaystyle {\mathcal {T}}(M)} y k copias de {\displaystyle {\mathcal {T}}^{*}(M)} en C∞( M).
Ahora, dada cualquier asignación arbitraria T de un producto de k copias de {\displaystyle {\mathcal {T}}^{*}(M)} y l copias de {\displaystyle {\mathcal {T}}(M)} en C∞(M), resulta que surge de un campo tensorial en M si y solo si es multilineal sobre C∞(M). Así, este tipo de multilinealidad expresa implícitamente el hecho de que en realidad estamos tratando con un objeto definido puntualmente, es decir, un campo tensorial, a diferencia de una función que, incluso cuando se evalúa en un solo punto, depende de todos los valores de los campos vectoriales y 1-formas simultáneamente.
Un ejemplo frecuente de aplicación de esta regla general es mostrar que la conexión de Levi-Civita, que es una aplicación de campos vectoriales suaves {\displaystyle (X,Y)\mapsto \nabla _{X}Y} que hace corresponder un par de campos vectoriales a un campo vectorial, no define un campo tensorial en M. Esto se debe a que solo es R-lineal en Y (en lugar de la linealidad C∞(M) completa, satisface la regla de Leibniz. {\displaystyle \nabla _{X}(fY)=(Xf)Y+f\nabla _{X}Y})). Sin embargo, hay que destacar que, aunque no es un campo tensorial, sigue siendo un objeto geométrico con una interpretación libre de componentes.

## Aplicaciones
El tensor de curvatura se analiza en geometría diferencial y el tensor de energía-impulso es importante en física, y estos dos tensores están relacionados por la ecuación de Einstein en la teoría de relatividad general.
En el electromagnetismo, los campos eléctrico y magnético se combinan en un campo tensorial electromagnético.
Vale la pena señalar que las formas diferenciales, utilizadas para definir la integración en las variedades, son un tipo de campo tensorial.

## Cálculo tensorial
En física teórica y otros campos, las ecuaciones diferenciales planteadas en términos de campos tensoriales proporcionan una forma muy general de expresar relaciones que son de naturaleza geométrica (garantizadas por la naturaleza tensorial) y convencionalmente vinculadas al cálculo diferencial. Incluso para formular tales ecuaciones se requiere una noción nueva, la derivada covariante. Esto maneja la formulación de la variación de un campo tensorial a lo largo de un campo vectorial. La noción original de cálculo diferencial absoluto, que más tarde se denominó cálculo tensorial, condujo a la generación del concepto geométrico de conexión.

## Torsión en un haz de líneas
Una extensión de la idea del campo tensorial incorpora un haz de líneas L adicional en M. Si W es el conjunto de productos tensoriales de V con L, entonces W es un conjunto de espacios vectoriales de la misma dimensión que V. Esto permite definir el concepto de densidad tensorial', un tipo de campo tensorial 'retorcido'. Una densidad tensorial es el caso especial en el que L es el conjunto de densidades en una variedad, es decir, el haz determinante del fibrado cotangente (para ser estrictamente precisos, también se debe aplicar el valor absoluto a las funciones de transformación, especialmente en variedades orientables). Para una explicación más tradicional, consúltese el artículo densidad tensorial.
Una característica del conjunto de densidades L (nuevamente asumiendo su orientabilidad) es que Ls está bien definido para valores de números reales de s, lo que se puede ver en las funciones de transformación, que toman valores reales estrictamente positivos. Esto significa, por ejemplo, que se puede tomar una semidensidad, el caso en el que s = ½. En general, se pueden tomar secciones de W, el producto tensorial de V con Ls, y considerar campos de densidad tensorial con peso s.
Las semidensidades se aplican en áreas como la definición de operadores integrales en variedades y en cuantización geométrica.

## Caso plano
Cuando M es un espacio euclídeo y se considera que todos los campos son invariantes ante traslaciones según los vectores de M, se vuelve a una situación en la que un campo tensorial es sinónimo de un tensor 'situado en el origen'. Esto no genera mayores problemas y se usa a menudo en aplicaciones. Cuando se aplica a las densidades tensoriales, sí implica una diferencia: el conjunto de densidades no puede definirse rigurosamente en un punto; y, por lo tanto, una limitación del tratamiento matemático contemporáneo de los tensores es que las densidades de los tensores se definen de forma indirecta.

## Cociclos y reglas de cadena
Como explicación avanzada del concepto de tensor, se puede interpretar la regla de la cadena en el caso multivariable, aplicado a cambios de coordenadas, también como el requisito de conceptos autoconsistentes de tensor que dan lugar a campos tensoriales.
De manera abstracta, se puede identificar la regla de la cadena como 1-cociclo. Da la consistencia necesaria para definir el haz tangente de forma intrínseca. Los otros haces vectoriales de tensores tienen cociclos comparables, que provienen de la aplicación de propiedades funtoriales de las construcciones tensoriales a la propia regla de la cadena, y en consecuencia, también son conceptos intrínsecos (léase, naturales).
Lo que habitualmente se denomina enfoque clásico de los tensores intenta verlo al revés y, por lo tanto, es un enfoque heurístico, post hoc, más que verdaderamente fundamentado. Implícito en la definición de los tensores por cómo se transforman bajo un cambio de coordenadas está el tipo de autoconsistencia que expresa el cociclo. La construcción de densidades tensoriales es una torsión a nivel de cociclo. Los geómetras no han tenido ninguna duda sobre la naturaleza geométrica de las cantidades tensoriales. Este tipo de argumento descendente justifica de manera abstracta toda la teoría.

## Generalizaciones

### Densidades tensoriales
El concepto de campo tensorial se puede generalizar considerando objetos que se transforman de manera diferente. Un objeto que se transforma como un campo tensorial ordinario bajo transformaciones de coordenadas, excepto que también se multiplica por el determinante jacobiano de la transformación de coordenadas inversa a la w-ésima potencia, se llama densidad tensorial con peso w. Invariantemente, en el lenguaje del álgebra multilineal, se puede pensar en las densidades tensoriales como aplicaciones multilineales que toman sus valores en un haz de densidad como el espacio (unidimensional) de n-formas (donde n es la dimensión del espacio), en lugar de tomar sus valores solo en R. Los pesos más altos simplemente corresponden a tomar productos tensoriales adicionales con este espacio en el rango.
Un caso especial son las densidades escalares. Las 1-densidades escalares son especialmente importantes porque tiene sentido definir su integral sobre una variedad. Aparecen, por ejemplo, en la acción de Einstein-Hilbert en la relatividad general. El ejemplo más común de 1-densidad escalar es el elemento de volumen, que en presencia de un tensor métrico g es la raíz cuadrada de su determinante en coordenadas, denotado {\displaystyle {\sqrt {\det g}}}. El tensor métrico es un tensor covariante de orden 2, por lo que su determinante se escala por el cuadrado de la transformación de coordenadas:
{\displaystyle \det(g')=\left(\det {\frac {\partial x}{\partial x'}}\right)^{2}\det(g),}
que es la ley de transformación para una densidad escalar de peso +2.
De manera más general, cualquier densidad tensorial es el producto de un tensor ordinario por una densidad escalar del peso apropiado. En el lenguaje de los fibrados vectoriales, el haz determinante del fibrado tangente es un haz de líneas que puede usarse para torcer otros haces w veces. Si bien a nivel local se puede utilizar la ley de transformación más general para reconocer estos tensores, surge una pregunta global que refleja que en la ley de transformación se puede escribir el determinante jacobiano o su valor absoluto. Las potencias no integrales de las funciones de transición (positivas) del conjunto de densidades tienen sentido, de modo que el peso de una densidad, en ese sentido, no se limita a valores enteros. Es posible restringir a cambios de coordenadas con determinante jacobiano positivo en variedades orientables, porque existe una forma global consistente de eliminar los signos menos, pero por lo demás, el conjunto de líneas de densidades y el conjunto de líneas de n formas son distintos. Para obtener más información sobre el significado intrínseco, consúltese haz de densidades.